# El Mirador (estadio)
El estadio de El Mirador fue un estadio de fútbol, ya desaparecido, de la ciudad de Algeciras (Provincia de Cádiz) España. Allí jugó sus partidos el Algeciras Club de Fútbol entre 1954 y 1999. El estadio fue inaugurado el 16 de junio de 1954, en sustitución del situado en la zona de El Calvario, siendo el primer encuentro disputado en las instalaciones fue un partido que enfrentó al Athletic de Bilbao y a la Selección Andaluza. En 1999 fue sustituido por el Estadio Nuevo Mirador, situado a las afueras de la ciudad.
El estadio fue inaugurado el 16 de junio de 1954, en un partido amistoso entre el Athletic Club de Bilbao y una selección andaluza. Su construcción respondió a la necesidad de sustituir al antiguo campo de El Calvario, que había quedado obsoleto debido al crecimiento urbano de la ciudad.
Ubicado junto a la antigua playa de Los Ladrillos, El Mirador se convirtió en un lugar emblemático para el fútbol local. Durante sus 45 años de funcionamiento, fue testigo de varios momentos históricos del Algeciras Club de Fútbol, incluidos los ascensos a la Segunda División de España en las temporadas 1956-57, 1963-64, 1977-78 y 1982-83.
En 1999, el estadio fue clausurado y sustituido por el Estadio Nuevo Mirador, un recinto moderno con capacidad para 7.300 espectadores, ubicado en el polígono industrial de La Menacha. El nuevo estadio fue inaugurado oficialmente con un partido amistoso entre el Algeciras CF y el Real Betis Balompié.
A pesar de su demolición, El Mirador permanece en la memoria colectiva de la afición algecireña como un símbolo del fútbol en la ciudad y de las gestas deportivas del club durante la segunda mitad del siglo XX.